# Go (musikgrupp)
Go, också känd som Stomu Yamashta's Go, var en supergrupp som skapades 1976 av Stomu Yamashta (percussion & keyboards) och bestod av Steve Winwood (sång & keyboards), Al Di Meola (gitarr), Klaus Schulze (synthesizer) och  Michael Shrieve (trummor). "Go" är det japanska ordet för "fem". Stomu Yamashtas fru, Hisako Yamashta, spelade violin och sjöng tillsammans med Go i studio och live.
Stomu Yamashta skapade denna supergrupp. Go spelade in två studioalbum, Go (1976) och Go Too (1977). Bandet spelade även in en konsert som ägde rum den 12 juni, 1976 i Frankrike. Albumet, Go Live from Paris, blev snabbt en kultfavorit. När albumet återutgavs år 2005, var den slutsåld på Amazon.com inom loppet av två veckor.

## Diskografi
Studioalbum
- 1976 – Go
- 1977 – Go Too

Livealbum
- 1976 – Go Live from Paris

Samlingsalbum
- 2005 – The Complete Go Sessions